# Kepler-62e
Kepler-62e (KOI-701.03) is een van de exoplaneten die zijn ontdekt met behulp van de ruimtetelescoop van NASA's Kepler-missie. Kepler-62e draait om de ster Kepler-62 in het sterrenbeeld Lier, op 982 lichtjaren van de Aarde. De planeet bevindt zich in de bewoonbare zone. Theoretisch gezien houdt dit in dat er leven mogelijk is zoals dat voorkomt op de Aarde. 

## Karakteristieken
Kepler-62e is een superaarde of gasdwerg met een straal van 1,61 keer de Aarde. Dit is net boven de limiet van 1,60 waarbij planeten mogelijk meer gasachtig zijn dan dat ze rotsachtig zijn.
De planeet draait in circa 122 dagen om zijn ster Kepler-62. Deze ster heeft een zonnemassa van 0,69 en een zonneradius van 0,64. De temperatuur van de ster bedraagt 4925 K en Kepler-62 is 7 miljard jaar oud. Ter vergelijking, de Zon is 4,6 miljard jaar oud. De magnitude van de ster is 13,65 en kan derhalve niet met het blote oog worden geobserveerd.

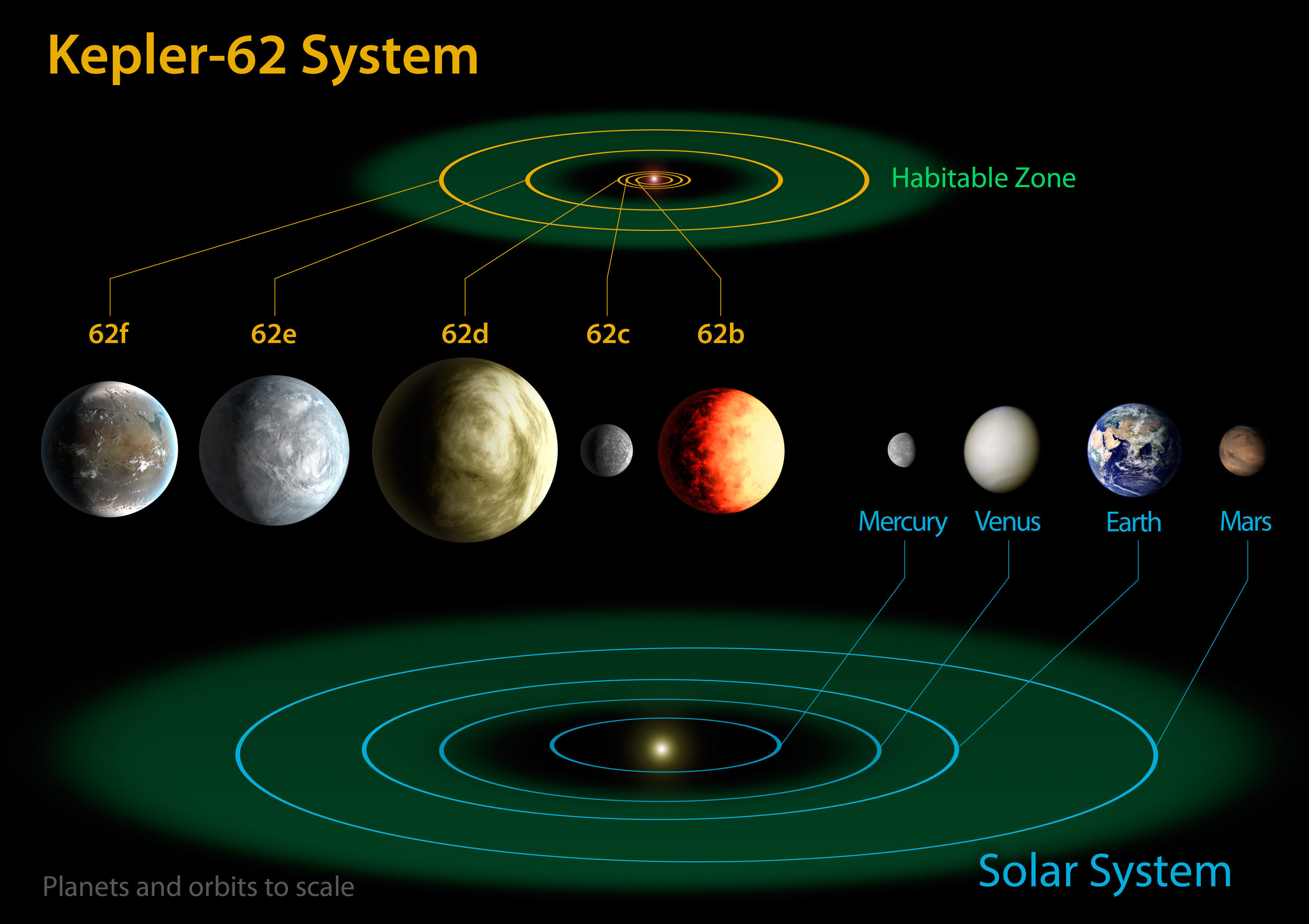
Stelsel van Kepler-62 in vergelijking met het zonnestelsel